# Apache OpenJPA
Az OpenJPA egy Java Persistence API specifikáció nyílt forráskódú implementációja. Ez egy objektum-relációs leképzés (ORM) megoldás a Java programozási nyelven, amely leegyszerűsíti a java objektumok adatbázisba való mentését. Az OpenJPA egy nyílt forráskódú szoftver Apache Licenc 2.0 alatt.

## Története
2001-ben egy Kodo nevű Java Data Objects implementációt fejlesztett ki a SolarMetric Inc. cég.
2005-ben a BEA Systems megvette a SolarMetric Inc.-et. A Kodo-t kiterjesztették hogy a következő API-kat megvalósítsa: mind a JDO specifikációt (JSR 12) mind a JPA specifikációt (JSR 220).
2006-ban a BEA Kodo forráskódjának nagy részét az Apache Software Foundation-nak adományozta OpenJPA név alatt.
Az adományozott forráskód az alap perzisztencia motorja lett a következő alkalmazásszervereknek:
- BEA Weblogic Server,
- IBM WebSphere,[4]
- Geronimo.

2007 májusában, OpenJPA nagykorúvá érett és felső szintű projektté vált, valamint eleget tett a Sun Technology Compatibility Kit kompatibilitásnak és Java Persistence API-nak.

## Fordítás
Ez a szócikk részben vagy egészben  az   Apache OpenJPA című angol Wikipédia-szócikk ezen változatának fordításán alapul.  Az eredeti cikk szerkesztőit annak laptörténete sorolja fel. Ez a jelzés csupán a megfogalmazás eredetét és a szerzői jogokat jelzi, nem szolgál a cikkben szereplő információk forrásmegjelöléseként.